# ژیگموند کویتنر
ژیگموند کویتنر (به مجاری: Zsigmond Quittner)؛ (زادۀ ۱۳ فوریهٔ ۱۸۵۹ میلادی – درگذشتۀ ۲۵ اکتبر ۱۹۱۸ میلادی) معمار اهل مجارستان بود.